# Unhung
Unhung (Hán Việt: Vân Hưng) là một huyện của tỉnh Ryanggang tại Cộng hòa Dân chủ Nhân dân Triều Tiên. Được được thành lập sau chiến tranh Triều Tiên từ các phấn lãnh thổ tách ra của hai huyện Hyesan và Kapsan.
Unhŭng nằm ở rìa tây nam của cao nguyên Paektu và bị vây quanh bởi dãy núi Paektu. Đỉnh núi cao nhất huyện là Taegakbong. Các sông suối chính là sông Unchong (운총강), Osichon (오시천) và Taedongchon (대동천). Khoảng 86% diện tích của huyện là đất rừng.
Huyện có tương đối ít đất nông nghiệp, ngoại trừ một số nông trang canh tác cạn trồng khoai tây, lúa mì và đỗ tương. Khai thác gỗ là ngành kinh tế chính của huyện. Ngoài ra, Unhung cũng có một số mỏ đồng, sắt sulfide, chì, cao lanh và wolfram.
Năm 2008, dân số toàn huyện Unhung là 61.705 người (28.946 nam và 32.759 nữ), trong đó, dân cư đô thị là 44.713 người (72,5%) còn dân cư nông thôn là 16.992 người (27,5%).